# Josef Tesař (palubní střelec)
Josef Tesař (19. dubna 1919 Horní Štěpánov – 10. prosince 1942 Středozemní moře) byl český palubní střelec a paradispečer Royal Air Force v období druhé světové války.

## Život

### Před druhou světovou válkou
Josef Tesař se narodil 19. dubna 1919 v Horním Štěpánově na Prostějovsku v rodině Aloise Tesaře. Bydlel též v Podolí u Borače. Vystudoval Státní československé reformované reálné gymnázium Tišnov, kde v roce 1938 odmaturoval. Začal studovat obor strojního inženýrství na Vysoké škole technické Dr. Edvarda Beneše v Brně. Uzavření českých vysokých škol nacisty na podzim 1939 jej zastihlo ve druhém ročníku.

### Druhá světová válka
Po uzavření českých vysokých škol nacisty na podzim 1939 začal Jan Tesař pracovat jako soustružník. Dne 20. ledna 1940 opustil ilegálně Protektorát Čechy a Morava a přes Slovensko se dostal do Maďarska, kde byl zatčen a uvězněn. Po propuštění se mu na druhý pokus podařilo projít a přes Jugoslávii, Řecko, Turecko a Bejrút se dostal do Francie, kde 28. března 1940 v Marseille vstoupil do Československé armády v zahraničí. Byl zařazen k dělostřelectvu, ale do bitvy o Francii nezasáhl. Po jejím pádu v červnu 1940 se evakuoval do Spojeného království, kde byl opět zařazen k dělostřelectvu. Absolvoval školu pro důstojníky dělostřelectva v záloze a zapojil se do mezinárodního studentského hnutí. V roce 1941 ve Skotsku absolvoal záškodnický kurz. Dne 24. listopadu 1941 byl zařazen ke 138. peruti, jejímž úkolem bylo zajišťování spojení s odbojem v zemích okupovaných nacistickým Německem, a kde sloužil jako palubní střelec a paradispečer. Dne 10. prosince 1942 byl členem posádky, která odstartovala ve stroji Handley Page Halifax B Mk.II/1a W1002 NF-Y z Káhiry. Na palubě stroje bylo dalších šest československých letců a osm cestujících. Na Maltu, kde měli provést mezipřistání, nedoletěli. Příčiny zmizení stroje nebyly nikdy objasněny a moře těla posádky nevyplavilo. Dosáhl hodnosti podporučíka.

## Ocenění

### Vyznamenání
- Československá medaile Za chrabrost před nepřítelem
- Croix de guerre s palmami
- Československý válečný kříž 1939
- Československá medaile za zásluhy I.stupně
- Pamětní medaile československé armády v zahraničí
- Evropská hvězda leteckých posádek

### Posmrtná ocenění
- Josefu Tesařovi byla in memoriam udělen Československá medaile Za chrabrost před nepřítelem
- Josefu Tesařovi byl v roce 1948 in memoriam Vysokou školou technickou Dr. Edvarda Beneše udělen titul inženýra
- Josef Tesař byl v roce 1991 in memoriam povýšen do hodnosti podplukovníka